# Венгрия на летних Олимпийских играх 1912
Из венгерской части Австро-Венгрии на летних Олимпийских играх 1912 было 119 спортсменов в 11 видах спорта. Команда завоевала восемь олимпийских медалей.

## Медалисты
| Медаль  | Спортсмен | Вид спорта            | Дисциплина                                       |
| ------- | --- | --------------------- | ------------------------------------------------ |
| Золото  | Йенё Фукс | Фехтование            | Мужчины, сабля, личное первенство                |
| Золото  | Йенё Фукс Оскар Герде Петер Тот Лайош Веркнер Ласло Берти Эрвин Месарош Дежё Фёльдеш Золтан Шенкер | Фехтование            | Мужчины, сабля, командное первенство             |
| Золото  | Шандор Прокопп | Стрельба              | Мужчины, военная винтовка из трёх позиций, 300 м |
| Серебро | Бела Бекешши | Фехтование            | Мужчины, сабля, личное первенство                |
| Серебро | Йожеф Биттенбиндер Имре Эрдёди Саму Фоти Имре Геллерт Дьёзё Хаберфельд Отто Хелльмих Иштван Херцег Йожеф Керестешши Лайош Кметько Янош Кризманих Элемер Пасти Арпад Педери Йенё Риттих Ференц Сютс Эдён Тери Геза Тули | Спортивная гимнастика | Мужчины, командное первенство                    |
| Бронза  | Мор Коцан | Лёгкая атлетика       | Мужчины, метание копья                           |
| Бронза  | Эрвин Месарош | Фехтование            | Мужчины, сабля, личное первенство                |
| Бронза  | Бела Варга | Борьба                | Мужчины, греко-римская борьба, до 82,5 кг        |

## Результаты соревнований

### Академическая гребля
Олимпийские соревнования по академической гребле проходили с 17 по 19 июля в центре Стокгольма в заливе Юргоргдсбруннсвикен. В каждом заезде стартовали две лодки. Победитель заезда проходил в следующий раунд, а проигравшие завершали борьбу за медали. Экипажи, уступавшие в полуфинале, становились обладателями бронзовых наград.
Мужчины
| Соревнование | Спортсмены    | Первый раунд           | Четвертьфинал             | Полуфинал            | Финал                | Место                |
| Соревнование | Спортсмены    | Соперник / Результат   | Соперник / Результат      | Соперник / Результат | Соперник / Результат | Место                |
| ------------ | ------------- | ---------------------- | ------------------------- | -------------------- | -------------------- | -------------------- |
| одиночки     | Йожеф Месарош | BOHИ. Швайзер В 8:29,0 | BELП. Вейрман П три длины | завершил выступление | завершил выступление | завершил выступление |
| одиночки     | Карой Левицки | без соперника 8:04,0   | RUSМ. Куузик П две длины  | завершил выступление | завершил выступление | завершил выступление |

### Спортивная гимнастика
Мужчины
| Соревнование         | Спортсмены | Оценка | Место |
| -------------------- | --- | ------ | ----- |
| командное многоборье | Сборная Венгрии Йожеф Биттенбиндер Имре Эрдёди Саму Фоти Имре Геллерт Дьёзё Хаберфельд Отто Хелльмих Иштван Херцег Йожеф Керестешши Лайош Кметько Янош Кризманич Элемер Пасти Арпад Педери Йенё Риттих Ференц Сюч Эдён Тери Геза Тули | 45,45  | 2     |

## Комментарии
1. ↑  Согласно официальному олимпийскому отчёту и сайту Международного олимпийского комитета Иван Швайзер выступал на Играх 1912 года[1], однако некоторые источники не включают его в список участников[2]